# Батракова, Светлана Петровна
Светлана Петровна Батракова (1929—2017) — советский искусствовед, исследователь, специализировавшийся в вопросах эстетики, истории и теории искусства XX века. Писательница, автор статей и монографий, среди которых: «Искусство и утопия: из истории западной живописи и архитектуры XX века», «Художник XX века и язык живописи: От Сезанна к Пикассо», «Искусство и миф. Из истории живописи XX века», «Театр-Мир и Мир-Театр», «Современное искусство и наука. Место человека во Вселенной». В своих книгах касалась тем: язык искусства, миф и утопия, взаимоотношения театра и мира.

## Восприятие
Журналистка Кара Мискарян отмечает, что в своих произведениях Светлана Батракова описывала искусство вместе с гуманитарными и естественными науки. В рецензии на монографию «Современное искусство и наука. Место человека во Вселенной» Мискарян пишет, что «знания Батраковой не могут не впечатлять своей энциклопедичностью», при этом текст написан так, чтобы его мог понять каждый, в частности, автор использует в нём разговорные обороты. Само издание содержит множество иллюстраций с произведениями искусства, вероятно, чтобы читатели смогли самостоятельно интерпретировать написанное. Задачей Светланы Батраковой в монографии стало показать пугавший современников авангардного искусства его радикализм. Вера Чайковская приходит к выводу, что Батракова заявляет о необходимости продолжения «диалога с традицией и диалога с природой» и использования менее жёсткого «атакующего» подхода к миру.